# معركة مونتي بيلادو
معركة مونتي بيلادو (بالإسبانية: Batalla de Monte Pelado)‏ ("الجبل الأصلع") إحدى معارك الحرب الأهلية الإسبانية التي جرت في 28 أغسطس 1936. على الرغم من أنها ليست معركة ذات نطاق كبير أو أهمية إستراتيجية، إلا أن أهميتها ترجع إلى كونها أول عمل قتالي للمتطوعين الإيطاليين المناهضين للفاشية (كتيبة ماتيوتي) وأحد العمليات العسكرية الأولى للجانب الجمهوري على جبهة أراغون.
تمركزت مدفعية المتمردين في جبل مونتي بيلادو في أراغون بين وشقة وألمودفار، وتمركز معها حوالي 500 جندي. ووصلت الكتيبة الجمهورية إلى الجبل يوم 28 أغسطس في الساعة الثانية عشرة ليلا، وكان عددهم 1200 إيطالي و 860 إسبانيًا برفقة 3 سيارات تيزناو وأكثر من 10 بنادق. في الثانية عشرة والنصف بدأ الهجوم وتمكن الجمهوريون من الحفاظ على خط النار لمدة ساعة وربع ولكن بخسائر فادحة. وسقط بالفعل أكثر من 320 من الجيش المتمرد ودُمرت دبابة وتضررت أخرى، مما تسبب في العديد من الإصابات، ولم يتم فتح أي اختراق بعد. ولكن بسبب عدم استخدام المتمردين للمدفعية، بدأت خطوط الدفاع بالتقلص. مما أسفر عن مقتل الملازم وتقريبا جميع المدافعين الذين كانوا هناك.